# Michele II Asen
Michele II Asen (in bulgaro Михаил II Асен?) (1239 circa – dicembre 1256/gennaio 1257) fu zar del Secondo Impero bulgaro dal 1246 al 1256 o al 1257, anno della sua morte.
Figlio di Ivan Asen II e Irene Comnena Ducas, succedette al fratellastro Colomanno I. Sua madre o un altro parente amministrò in sua vece la Bulgaria mentre era minorenne.
Giovanni III Vatatze, imperatore di Nicea, invase assieme a Michele II d'Epiro la Bulgaria poco dopo l'ascesa di Michele. Vatatze si impossessò delle fortezze bulgare situate lungo il fiume Vardar, mentre Michele d'Epiro acquisì la Macedonia occidentale. In alleanza con la città di Ragusa, Michele II Asen irruppe in Serbia nel 1254, ma non riuscì nel suo intento di occupare le terre serbe. Dopo la morte di Vatatze, il sovrano bulgaro riconquistò la maggior parte dei territori persi in favore dell'impero di Nicea, ma il figlio e successore di Vatatze, Teodoro II Lascaris, scagliò una controffensiva di successo, costringendo Michele a siglare un trattato di pace. Poco dopo la firma dell'intesa, alcuni boiardi (nobili) insoddisfatti del dominio di Michele lo uccisero.

## Biografia

### Primi anni

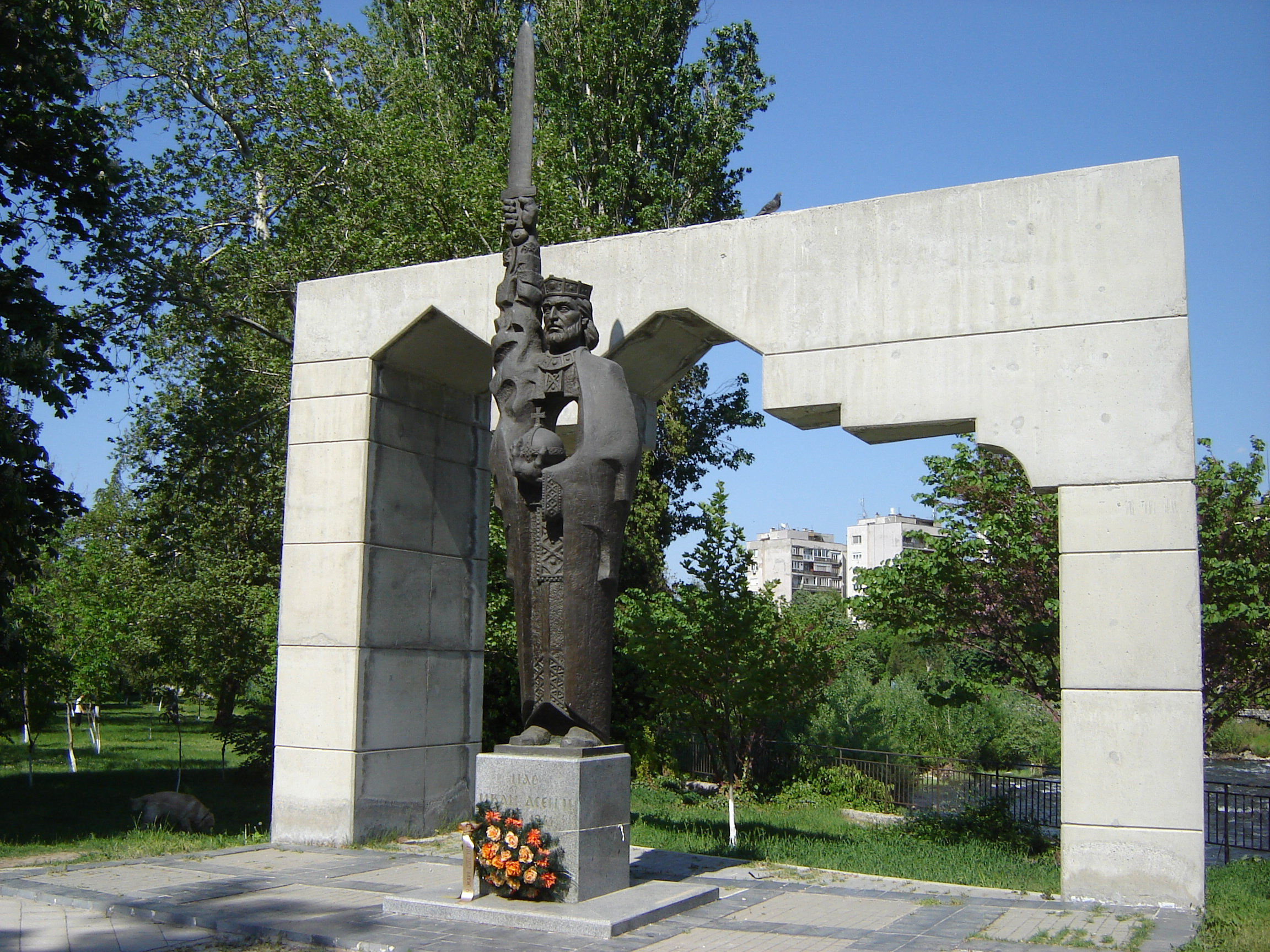
Monumento dedicato al padre di Michele, Ivan Asen II di Bulgaria

Nato molto probabilmente nel 1239, Michele era uno dei figli di Ivan Asen II di Bulgaria e di Irene Comneno Ducas. Al padre, morto nella prima metà del 1241, successe il fratellastro di sette anni di Michele, Colomanno. Quest'ultimo morì improvvisamente (forse per avvelenamento, secondo ipotesi avanzate all'epoca) nell'agosto o nel settembre del 1246.

### Regno

#### Perdite territoriali
Michele succedette al fratellastro quando aveva solo sette o otto anni. Secondo una ricostruzione accademica, la madre di Michele governò la Bulgaria mentre era in tenera età, ma rimase a Salonicco solo tre mesi dopo la sua incoronazione. Secondo un'altra teoria, suo cognato, il sebastocratore Pietro, assunse le redini della Bulgaria in vece del giovane zar.
Giovanni III Vatatze, imperatore di Nicea, invase la Bulgaria subito dopo la morte di Colomanno. Una volta espugnata Serres, si impadronì di Melnik con l'appoggio della popolazione locale. Ben presto invase la valle del fiume Vardar e occupò tutte le fortezze della regione. Anche Michele II Comneno Ducas, sovrano dell'Epiro, irruppe in Bulgaria e occupò la Macedonia occidentale. I bulgari riconobbero le conquiste compiute da Vatatze in un trattato di pace stipulato alla fine del 1246 o all'inizio del 1247. L'intesa prevedeva inoltre che i bulgari avrebbero dovuto fornire ausilio a Vatatze contro l'Impero latino di Costantinopoli.

#### Nuove guerre
Béla IV d'Ungheria concesse il Banato di Severin ai Cavalieri Ospitalieri il 2 giugno 1247. Il documento di concessione annoverava la Bulgaria tra le terre contro le quali gli Ospitalieri avrebbero dovuto fornire assistenza militare, circostanza che avvalora l'ipotesi secondo cui Béla intendesse attaccare la Bulgaria. Nonostante i rapporti tesi tra Ungheria e Bulgaria, le truppe bulgare assistettero Vatatze nella sua campagna di invasione della Tracia latina nell'agosto del 1247.
Guglielmo di Rubruck, il quale visitò l'Impero mongolo tra il 1253 e il 1255, annoverò i possedimenti di Michele («Blakia», la patria degli Asen, «e la Piccola Bulgaria») tra le terre che pagavano un tributo ai Mongoli. Michele concluse un'alleanza con la città di Ragusa contro Stefano Uroš I, re di Serbia, nel 1254. Il trattato lascia intuire che il sebastocratore Pietro governava un vasto territorio in Bulgaria in maniera quasi indipendente rispetto a Michele. Dopo che Radoslao di Hum si unì alla coalizione, Michele lanciò una campagna contro la Serbia, spingendosi fino a Bijelo Polje. A giudizio di alcuni studiosi, un attacco ungherese contro la Bulgaria costrinse Michele a ripiegare frettolosamente dalla Serbia.
Vatatze morì il 4 novembre 1254, circostanza che spinse Michele a spingersi con il suo esercito in Macedonia e riconquistando quanto perduto nel 1246 o nel 1247; le operazioni furono agevolate dalla scarsa presenza di forze nicene a presidiare la regione. Lo storico bizantino Giorgio Acropolita riferisce che gli abitanti del posto di etnia bulgara incoraggiarono l'invasione di Michele, in quanto volevano liberarsi dal «giogo di coloro che parlavano un'altra lingua». Per assicurarsi relazioni pacifiche con l'Ungheria, Michele sposò la nipote di Béla IV, una donna che probabilmente si chiamava Anna e che era a sua volta figlia di Rostislav Michajlovič, un importante dignitario magiaro e discendente della dinastia dei Rjurikidi. Un uomo e una donna raffigurati su un'icona nella chiesa di San Michele a Kastoria sono stati erroneamente associati a Michele e a sua moglie (o madre).

#### Gli ultimi anni
Il figlio e successore di Vatatze, Teodoro II Lascaris, decise di scagliare una contro-offensiva all'inizio del 1255. Riferendosi alla nuova guerra tra Nicea e la Bulgaria, Rubruck descrive Michele come «un semplice ragazzo il cui potere è stato eroso» dai mongoli. Michele non riuscì a resistere all'invasione e le truppe nicene si impadronirono di Stara Zagora. Fu soltanto il clima rigido a impedire all'esercito di Teodoro di proseguire la campagna. Le truppe nicene ripresero l'attacco in primavera e occuparono la maggior parte delle fortezze situate sui Monti Rodopi. Una ribellione scoppiata a Melnik costrinse Teodoro a marciare verso la città, ma egli riuscì a sedare i rivoltosi prima di tornare in Asia Minore in tempo per l'inverno.
Michele irruppe nelle regioni europee dell'Impero di Nicea nella primavera del 1256. Egli saccheggiò la Tracia spingendosi fino a qualche centinaio di chilometri da Costantinopoli, ma l'esercito niceno alla fine sconfisse le sue truppe cumane. Egli chiese al suocero, il re d'Ungheria, di mediare una riconciliazione tra la Bulgaria e Nicea in giugno. Teodoro accettò di firmare un trattato di pace esclusivamente a condizione che Michele riconoscesse la perdita delle terre che aveva rivendicato per la Bulgaria. L'accordo individuò come confine tra le due potenze il corso superiore del fiume Marica. Il trattato di pace siglato indignò molti boiardi (nobili): risentiti, essi decisero di rimpiazzare Michele con suo cugino, Colomanno Asen. Quest'ultimo e i suoi alleati attaccarono dunque lo zar, che morì per via delle ferite riportate alla fine del 1256 o all'inizio del 1257.

## Ascendenza
|                             |                |                   | Genitori |  |  | Nonni |  |  | Bisnonni |  |  | Trisnonni |  |
|                             |                |                   |          |  |  |       |  |  | …        |  |  | …         |  |
|                             |                |                   |          |  |  |       |  |  | …        |  |  | …         |  |
|                             |                | …                 |          |  |  |       |  |  | …        |  |  |           |  |
| Ivan Asen I                 |                |                   |          |  |  |       |  |  | …        |  |  |           |  |
|                             |                | …                 | …        |  |  |       |  |  |          |  |  |           |  |
|                             |                | …                 | …        |  |  |       |  |  |          |  |  |           |  |
|                             |                | …                 | …        |  |  |       |  |  |          |  |  |           |  |
| Ivan Asen II                |                | …                 |          |  |  |       |  |  |          |  |  |           |  |
|                             |                | …                 | …        |  |  |       |  |  |          |  |  |           |  |
|                             |                | …                 | …        |  |  |       |  |  |          |  |  |           |  |
|                             |                | …                 | …        |  |  |       |  |  |          |  |  |           |  |
| Elena-Eugenia               |                | …                 |          |  |  |       |  |  |          |  |  |           |  |
|                             |                | …                 | …        |  |  |       |  |  |          |  |  |           |  |
|                             |                | …                 | …        |  |  |       |  |  |          |  |  |           |  |
|                             |                | …                 | …        |  |  |       |  |  |          |  |  |           |  |
| Michele II Asen di Bulgaria |                | …                 |          |  |  |       |  |  |          |  |  |           |  |
|                             | Giovanni Ducas | Costantino Angelo |          |  |  |       |  |  |          |  |  |           |  |
|                             | Giovanni Ducas | Costantino Angelo |          |  |  |       |  |  |          |  |  |           |  |
|                             | Giovanni Ducas | Teodora Comnena   |          |  |  |       |  |  |          |  |  |           |  |
| Teodoro Comneno Ducas       | Giovanni Ducas |                   |          |  |  |       |  |  |          |  |  |           |  |
|                             |                | Zoe Ducas (?)     | …        |  |  |       |  |  |          |  |  |           |  |
|                             |                | Zoe Ducas (?)     | …        |  |  |       |  |  |          |  |  |           |  |
|                             |                | Zoe Ducas (?)     | …        |  |  |       |  |  |          |  |  |           |  |
| Irene Comnena Ducas         |                | Zoe Ducas (?)     |          |  |  |       |  |  |          |  |  |           |  |
|                             |                | …                 | …        |  |  |       |  |  |          |  |  |           |  |
|                             |                | …                 | …        |  |  |       |  |  |          |  |  |           |  |
|                             |                | …                 | …        |  |  |       |  |  |          |  |  |           |  |
| Maria Petralife             |                | …                 |          |  |  |       |  |  |          |  |  |           |  |
|                             |                | …                 | …        |  |  |       |  |  |          |  |  |           |  |
|                             |                | …                 | …        |  |  |       |  |  |          |  |  |           |  |
|                             |                | …                 | …        |  |  |       |  |  |          |  |  |           |  |
|                             |                | …                 |          |  |  |       |  |  |          |  |  |           |  |

### Fonti primarie
- Giorgio Acropolita, The History, traduzione di Ruth Macrides, Oxford University Press, 2007, ISBN 978-0-19-921067-1.
- The Mission of Friar William of Rubruck: His journey to the court of the Great Khan Möngke, 1253–1255, traduzione di Peter Jackson, The Hakluyt Society, 2009, ISBN 978-0-87220-981-7.

### Fonti secondarie
- (EN) John Van Antwerp Jr. Fine, The Late Medieval Balkans: A Critical Survey from the Late Twelfth Century to the Ottoman Conquest, The University of Michigan Press, 1994, ISBN 0-472-08260-4.
- (EN) Alexandru Madgearu, The Asanids: The Political and Military History of the Second Bulgarian Empire, 1185–1280, Brill, 2016, ISBN 978-9-004-32501-2.
- (EN) Donald M. Nicol, The Despotate of Epiros, 1267–1479: A Contribution to the History of Greece in the Middle Ages, Cambridge University Press, 1984, ISBN 978-0-521-13089-9.
- (EN) Warren Treadgold, A History of the Byzantine State and Society, Stanford University Press, 1997, ISBN 0-8047-2630-2.
- (EN) István Vásáry, Cumans and Tatars: Oriental Military in the Pre-Ottoman Balkans, 1185–1365, Cambridge University Press, 2005, ISBN 978-11-39-44408-8.